# NEC
НЕК, Японська електрична корпорація (англ. NEC, Nippon Electric Corporation, яп. 日本電気株式会社) — японська корпорація, виробник електронної, комп'ютерної техніки, телекомунікаційного устаткування, одна з найбільших світових телекомунікаційних компаній. Штаб-квартира розташована в Токіо.
Зареєстрована в Токіо в 1899, її іноземним партнером була Western Electric Company of Illinois. У перші роки роботи NEC займалася виробництвом телефонного устаткування. Проте, починаючи з 1920-х почала працювати практично на всіх напрямках в області комунікацій.

## Діяльність
Компанія розробляє рішення для мобільних і фіксованих мереж, широкосмугових і корпоративних систем, рішень у сфері напівпровідників, IT і інтернет-рішень.
На 30 вересня 2005 в компанії працювало понад 147 000 співробітників по всьому світу. Компанія має:
- 18 представництв в 18 країнах;
- 23 заводи в 12 країнах;
- 4 науково-дослідницькі центри в 4 країнах;
- 61 компанію з організації збуту в 26 країнах.